# Manuel Poggiali

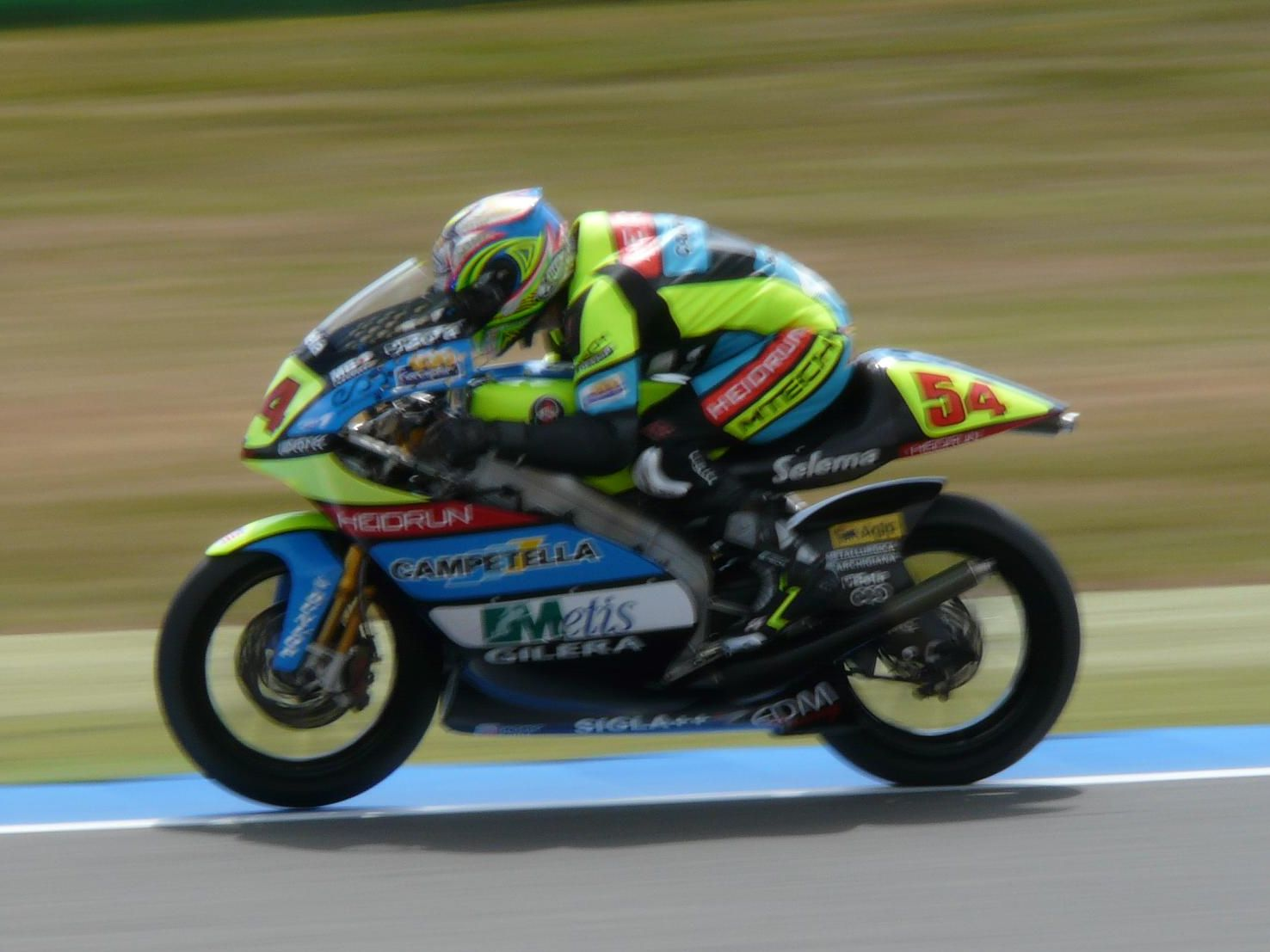
Poggiali 2008 auf Aprilia beim Großen Preis der Niederlande

Manuel Poggiali (* 14. Februar 1983 in Borgo Maggiore, San Marino) ist ein ehemaliger san-marinesischer Motorradrennfahrer.

## Karriere
Manuel Poggiali gewann 2001 als 18-Jähriger auf Gilera die Motorrad-Weltmeisterschaft in der 125-cm³-Klasse und 2003 in seiner Rookie-Saison auf Aprilia den WM-Titel in der 250-cm³-Klasse. In der Saison 2004 konnte er seinen Titel nicht verteidigen und wurde nur Neunter der Gesamtwertung. Daraufhin wechselte Poggiali wieder in die 125er-Klasse. Er beendete die Saison 2005 als Zehnter der Gesamtwertung. Es folgte der Wechsel zu KTM und der Wiederaufstieg in die 250-cm³-Klasse, die Saison beendete er als 14. des Gesamtklassements. Daraufhin entschloss sich Poggiali zu einer einjährigen Pause. 2008 ging er wieder in der 250-cm³-Klasse an den Start, beendete aber noch während der enttäuschend verlaufenden Saison wegen Motivationsproblemen 25-jährig seine Karriere.
Bei seinen 131 Starts in der Motorrad-WM gelangen Manuel Poggiali zwölf Siege, 35 Podiumsplätze, elf Pole-Positions, sowie sieben Schnellste Rennrunden.
In der Saison 2013 kehrte er in die Superbikeklasse der Italienischen Motorrad-Straßenmeisterschaft zurück und fuhr für das Scuderia Corse Team Grandi.

## Erfolge
- 1998 – Italienischer 125-cm³-Meister auf Aprilia
- 2001 – 125-cm³-Weltmeister auf Gilera
- 2002 – 125-cm³-Vize-Weltmeister auf Gilera
- 2003 – 250-cm³-Weltmeister auf Aprilia
- 12 Grand-Prix-Siege